# Алтанов грбовник
Алтанов грбовник, познат и као Болоњски грбовник, је грбовник рађен за потребе аустријског фелдмаршала Михаела Адолфа фон Алтана (1574 — 1638). Грбовник је урађен на основу неког старијег рада и преписка је завршена 1614. године у Бечу, па се сврстава у раније преписке илирске хералдике.
Након фердмаршала Алтана, грбовник се нашао у насљедству грофа Луиђија Фердинанда Марсиљија (1658 — 1730), и данас се чува у Универзитетској библиотеци у Болоњи, па га још називају и „Болоњски грбовник”.
Садржај грбовника није познат широј јавности.